# Дюссельдорф-Калькум
Калькум (нем. Kalkum) — административный район города Дюссельдорф (Германия, федеральная земля Северный Рейн-Вестфалия). Расположен в северной части города. Район входит в V-й административный округ Дюссельдорфа.

На севере Калькум граничит с районами Виттлаер и Ангермунд, на западе – с районом Кайзерверт и на юге – с районом Лохаузен. На западе Калькум граничит с городом Ратинген.

## История

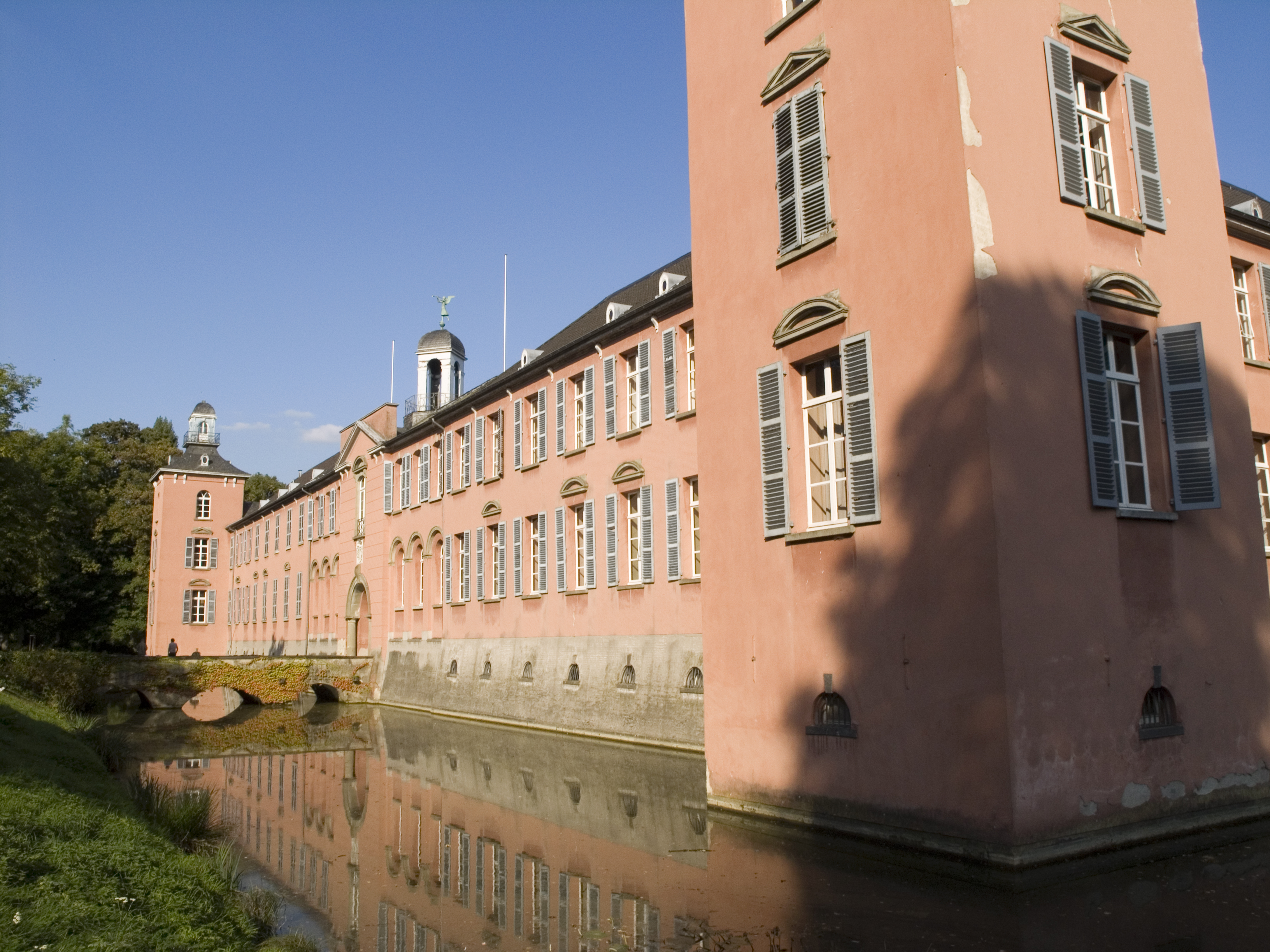
Замок Калькум

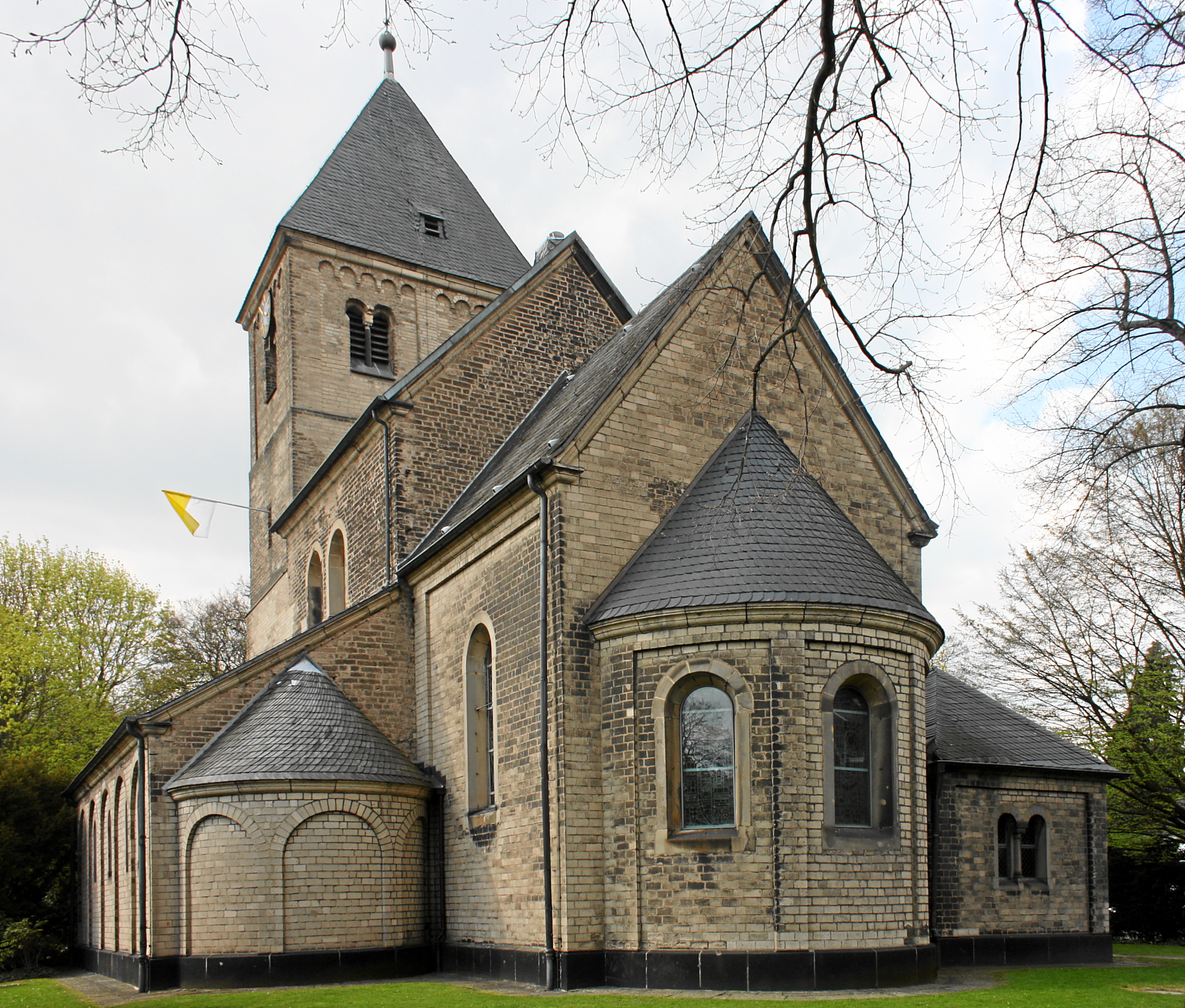
Церковь Святого Ламберта

Калькум является одним из старейших районов Дюссельдорфа. Первое письменное упоминание о Калькуме относится к 309 году — времени правления Константина I Великого. В следующий раз Калькум упоминается в хронике 852 года, где говорится о том, что король Восточно-Франкского королевства Арнульф Каринтийский — один из последних представителей династии Каролингов на германском троне — даровал канонику коллегиальной церкви в Гарце недвижимость в Калихайме (нынешнем Калькуме), в число которой входили лес, барский двор с мельницей и церковь.

До 1930 года Калькум сохранял за собой городское право. При этом до 1 февраля 1930 года на немецком языке Калькум писался как Calcum. В 1930 году декретом Министерства внутренних дел Калькум вместе с Виттлаером, а также входящими ныне в состав Виттлаера городами Бокум и Айнбрунген объединяются в единый город Виттлаер, в составе которого Калькум и находился до 1 января 1975 года, когда Виттлаер был включён в состав V-го округа Дюссельдорфа. При этом Калькум получил статус отдельного городского района.

## Общее описание района
Имея площадь 7,62 км², Калькум относится к числу больших городских районов. Но с числом жителей менее 2000 человек Калькум является районом с одной из наименьших плотностей населения.

Калькум с северной и восточной сторон окружён многочисленными полями и лесами. Это, а также близость к туристически популярному району Кайзерверт делают Калькум элитной жилой зоной. Однако в последнее время популярность Калькума как места для жизни снижается, так как расположенный несколько юго-восточнее международный аэропорт Дюссельдорфа служит причиной повышенного шума и большого количества транзитного транспорта.

## Достопримечательности
- Замок Калькум
- Церковь Святого Ламберта (de:St. Lambertus (Kalkum))
- Водяная мельница «Чёрный ручей»

## Транспорт
Через Калькум проходит маршрут U79 Дюссельдорфского скоростного трамвая. Остановка называется Kalkumer Schlossallee.

Также через Калькум проходит линия S1 городской электрички региона Рейн-Рур, но станция «Калькум» была отменена 27 мая 1990 года.